# Callosobruchus theobromae
Callosobruchus theobromae là một loài bọ cánh cứng trong họ Bruchidae. Loài này được Linnaeus miêu tả khoa học năm 1767.